# Parafia św. Piotra i Pawła w Kłaninie
Parafia pw. św. Apostołów Piotra i Pawła w Kłaninie – parafia należąca do dekanatu Bobolice, diecezji koszalińsko-kołobrzeskiej, metropolii szczecińsko-kamieńskiej. Została utworzona w 1979 roku. Siedziba parafii mieści się pod numerem 10.

## Miejsca święte

### Kościół parafialny
Kościół pw. św. Apostołów Piotra i Pawła w Kłaninie
Kościół parafialny został zbudowany w XVII wieku, poświęcony 1947.

### Kościoły filialne i kaplice
- Kościół pw. Miłosierdzia Bożego w Dobrociechach
- Kościół pw. Matki Bożej Częstochowskiej w Głodowej
- Punkt odprawiania Mszy św. w Ubiedrzu